# Marianne Greenwood
Ebba Marianne Greenwood, ogift Hederström, född 5 april 1916 i Gällivare, Norrbottens län, död 3 februari 2006 i Antibes, Frankrike, var en svensk fotograf och författare. Hon är mor till medierådgivaren Christer Hederström.

## Bakgrund
Marianne Greenwood växte upp med fyra syskon i Kiruna och Skellefteå och var dotter till överjägmästaren i Västerbotten Sune Hederström och hans hustru Elin Petersson

## Karriär
Greenwood utbildades på Tekniska skolan i Stockholm. Efter kriget kom hon att arbeta utomlands inom skiftande områden och bosatte sig efter några år i Paris. På 1950-talet begav hon sig till den franska medelhavsstaden Antibes där hon i många år, samtidigt som hon bodde i Musée Picasso, arbetade med att fotografiskt dokumentera museets samlingar av Picassos verk.

### Picasso
I Antibes finns Musée Picasso i Château Grimaldi, där Greenwood arbetade ett antal år som museets husfotograf och bidrog till att bygga upp ett fotoarkiv med Pablo Picasso och hans familj, vilket flera gånger ställts ut. Hon blev en av Picassos närmare vänner.

### Evert Taube
Mellan 1951 och 1971 tillbringade Evert Taube gärna långa perioder på hotellet Petite Réserve i Antibes och lärde där känna Greenwood. En vänskap dememellan utmynnade i ett omfattande samarbete. Bland annat illustrerade hon fotografiskt flera av hans böcker, till exempel Svarta tjurar och Återkomst. Hon hade stor del i tillkomsten av de 20 monumentalmålningar som i Lorensberg i Göteborg illustrerar delar av Taubes viskonst.

### Världsfotografen
Marianne Greenwoods största fotografiska insats har etnografisk prägel. Hon levde under flera årtionden med ursprungsfolken i Amerika, Söderhavsöarna och Asien, vilka hon dokumenterade fotografiskt. Hennes dokumentärfoton och fotografiska porträtt har publicerats i flera länder, och cirka 30 000 bilder finns arkiverade på Etnografiska museet i Stockholm. Museet arrangerade i början av 2006 en uppmärksammad utställning kallad "Världsfotografen Marianne Greenwood".

## Familj
Marianne Greenwood var 1939–1945 gift med skogstjänstemannen Karl-Bertil Hedberg (1914–2005) och 1945–1978 med affärsmannen Anthony Greenwood (född 1924). Hon fick sönerna Christer 1941 och Alan 1946 (död 1979).

## Utmärkelser
2005 tilldelades Marianne Greenwood vid en ceremoni på National Arts Club i New York Women of Discovery Award for Lifetime Achievement av Wings, organisationen för kvinnliga äventyrsresande. 1982 tilldelades hon Sjösalapriset av Evert Taubestftelsen.